# 六帶鰺
六帶鰺（学名：Caranx sexfasciatus），俗名為甘仔魚、紅目瓜仔，為輻鰭魚綱鱸形目鱸亞目鰺科的其中一個種。

## 分類及命名
本種在1825年描述之前，該物種經常與相似的大西洋物種馬鰺（Caranx hippos）及其同義詞Caranx carangus混淆。1825年，法國博物學家让·勒内·康斯特·盖伊和約瑟夫·保羅·蓋馬爾首先從印度尼西亞衛吉島收集的標本中對該物種進行了科學描述，該標本被指定為模式種。他們將這種物種命名為Caranx sexfasciatus，該物種目前仍被接受，其特定的加詞意味著與其稚魚體有六個帶狀條紋有關。在此之後，本種被獨立地重新描述並命名大約十五次，並錯誤地分成兩個亞種。最後根據ICZN的規則下，除Caranx sexfasciatus之外的所有名稱都被視為初級同義詞。

## 分布
本魚廣泛分布於印度太平洋區，包括紅海、東非、馬達加斯加、阿拉伯海、模里西斯、斯里蘭卡、印度、孟加拉灣、波斯灣安達曼群島、馬爾地夫、日本、台灣、中國沿海、菲律賓、印尼、越南、馬來西亞、澳洲、所羅門群島、密克羅尼西亞、諾魯、馬里亞納群島、馬紹爾群島、薩摩亞群島、復活節島、加拉巴哥群島、夏威夷群島、法屬波里尼西亞、新喀里多尼亞、庫克群島、豪勛爵島、美國加利福尼亞州、墨西哥、厄瓜多、巴拿馬、智利、秘魯的沿岸等海域。

## 深度
水深0~100公尺。

## 特徵
本魚幼魚體側有5~6條暗色橫帶；側線開始處上方有一黑色鰓蓋斑。極大的老成魚全身黑色。第一背鰭有硬棘9枚，1枚隱於背部，有鰭膜相連，第二背鰭有軟條18~21枚；臀鰭有硬棘3枚，1枚隱於臀部，軟條14~15枚，為灰色或黃色；側限直走不約在第二背鰭第六枚軟條下方；稜鱗較粗大者約有24~30枚。脂性眼瞼只掩蓋之後半部；上頜齒為一狹帶，外列齒較強大，下頷齒前方有犬齒。體長可達78公分。

## 生態

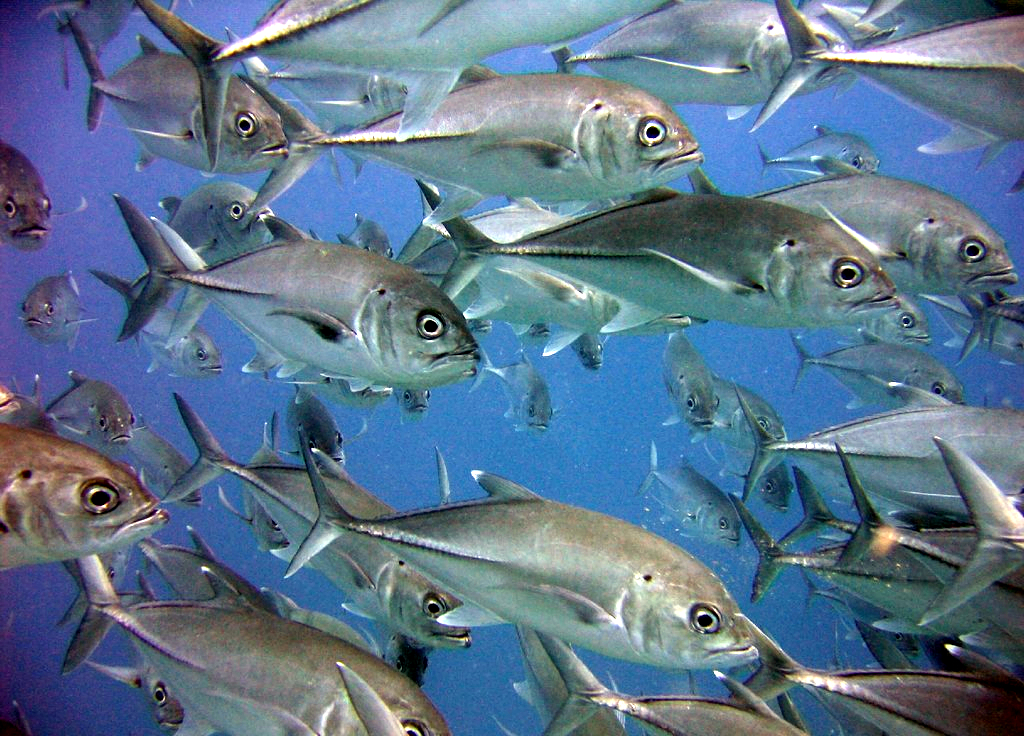
一群六帶鰺在大堡礁優游

本魚的幼魚常在河口的感潮帶聚集，如果河水清澈，甚至會游至淡水水域中。30公分以上的成魚即遠離沿岸水域，但是秋季的成魚有較接近岩岸的趨勢，常數十尾至數百尾成一大群游動。肉食性，主食為魚類、甲殼類為食。通常體長達42公分的長度達到性成熟，雄性和雌性在相似的長度和年齡都達到成熟。目前已知產卵期在東太平洋在7月至9月、南非11月至隔年3月。

## 經濟利用
就商業及娛樂而言，本魚具有不同程度的重要性，在許多地區，該物種與漁業統計中的其他鰺科魚類混在一起，因此幾乎無法估計全球捕撈量。通常可使用各種方法捕獲，包括鉤線、刺網、圍網等，由於為夜行性，所以通常在夜間照亮水面引吸引魚群，通常以生鮮、醃製或曬乾販售，係美味無腥臭的魚，清蒸要加臘肉或肥豬肉，紅燒不宜太乾，否則肉變硬。